# Taine de sucub
Taine de sucub este al cincilea roman din seria Georgina Kincaid de Richelle Mead. Cartea a fost tradusă și publicată de editura Leda în România în 2012.

## Personaje
- Georgina Kincaid
- Jerome
- Doug Sato
- Cody
- Seth Mortensen
- Hugh Mitchell
- Carter
- Roman Smith
- Maddie Sato
- Dante Moriarty
- Tawny Johnson
- Peter

## Recepție
Cartea a primit critici foarte favorabile cu o medie de 4.29/5 pe baza a 5,594 recenzii. Cartea a fost de asemenea nominată la secția de Fantastic și paranormal a Goodreads Choice Award din 2010.